# Retour de flamme (film)
Pour le film de 2018, voir Retour de flamme (film, 2018).
Pour plus de détails, voir Fiche technique et Distribution.
Retour de flamme est un film français réalisé par Henri Fescourt et sorti en 1943.

## Synopsis
Les mésaventures professionnelles et sentimentales de Maurice, un jeune ingénieur qui travaille sans succès à la mise au point d'un nouveau modèle d'avion.

## Fiche technique
- Titre : Retour de flamme
- Réalisation : Henri Fescourt
- Scénario et dialogues : Jean d'Ansenne, d'après le roman de Joseph-Henri Louwyck[1]
- Photographie : Jean Bachelet
- Musique : Louis Beydts
- Son : Louis Perrin
- Décors : Raymond Gabutti
- Société de production : Général Productions
- Directeur de production : Aimé Frapin
- Pays de production :  France
- Format :  Noir et blanc - 1,37:1 - 35 mm - son mono
- Genre : Comédie dramatique
- Durée : 102 minutes
- Date de sortie : 
  - France : 26 mai 1943

## Distribution
- Renée Saint-Cyr : Edwige
- Roger Pigaut : Maurice
- André Brulé : M. de Nogrelles
- Henri Guisol : Constant
- Denise Grey : Mme de Nogrelles
- José Noguero : Colombière
- Georges Sellier : Le père Pelletier
- Félicien Tramel : Le père Pelletier
- Cécyl Marcyl : La fermière
- Fernandel